# 运动鞋科技
运动鞋科技是指运动鞋制造商为提升运动鞋性能或改善运动鞋舒适性所研发的特殊设计或特殊材料。
本列表列出并介绍了各个品牌的各项运动鞋科技。

## 常用运动鞋科技

### 气垫
气垫是指充入压缩气体而变得堅韌且更具彈性的氣囊，通常置于运动鞋鞋底来提供更高的彈性与彈力。

### 大底
运动鞋的大底（outsole）主要是增加鞋子与地面的抓地力、提升运动的耐用度、也是第一层吸收地面冲击的缓冲区，为了要让跑者的每一步都能发挥最大效用，大底的抓地力是很重要的关键。 一般大底的质硬、耐磨性相对较好、也防滑，但重量也相对比较重，所以近年来可见到许多只在特定磨损区域、甚至是整合中底与大底的跑鞋设计。

### 中底
中底（midsole）位在大底和鞋面的中间，占整个跑鞋最大的质量，主要起到避震缓冲、推进回馈、以及维持稳定的作用。例如在跑步时，跑者脚掌落地所产生的冲击力，都会让中底吸收、缓冲、分散，以达到缓震的效果，避免过大的冲击力带给跑者伤害。 如同汽车的悬吊系统，能够有效的减缓路面颠簸所带来的震动。

### 鞋面
鞋面与跑鞋的穿着感、舒适性、稳定性有很大的关联，传统跑鞋的鞋面多内含填充物以增加鞋面与脚背的包覆效果，但相对的，透气性通常也并不优秀;近年来鞋面的设计多偏向单层、或是轻薄鞋面上并在重点部位辅以热塑料（TPU）来强化支撑包覆与动态稳定性的设计，材质上也从合成皮逐渐趋向人造纤维网布。

## Nike

### 气垫

#### Air Max

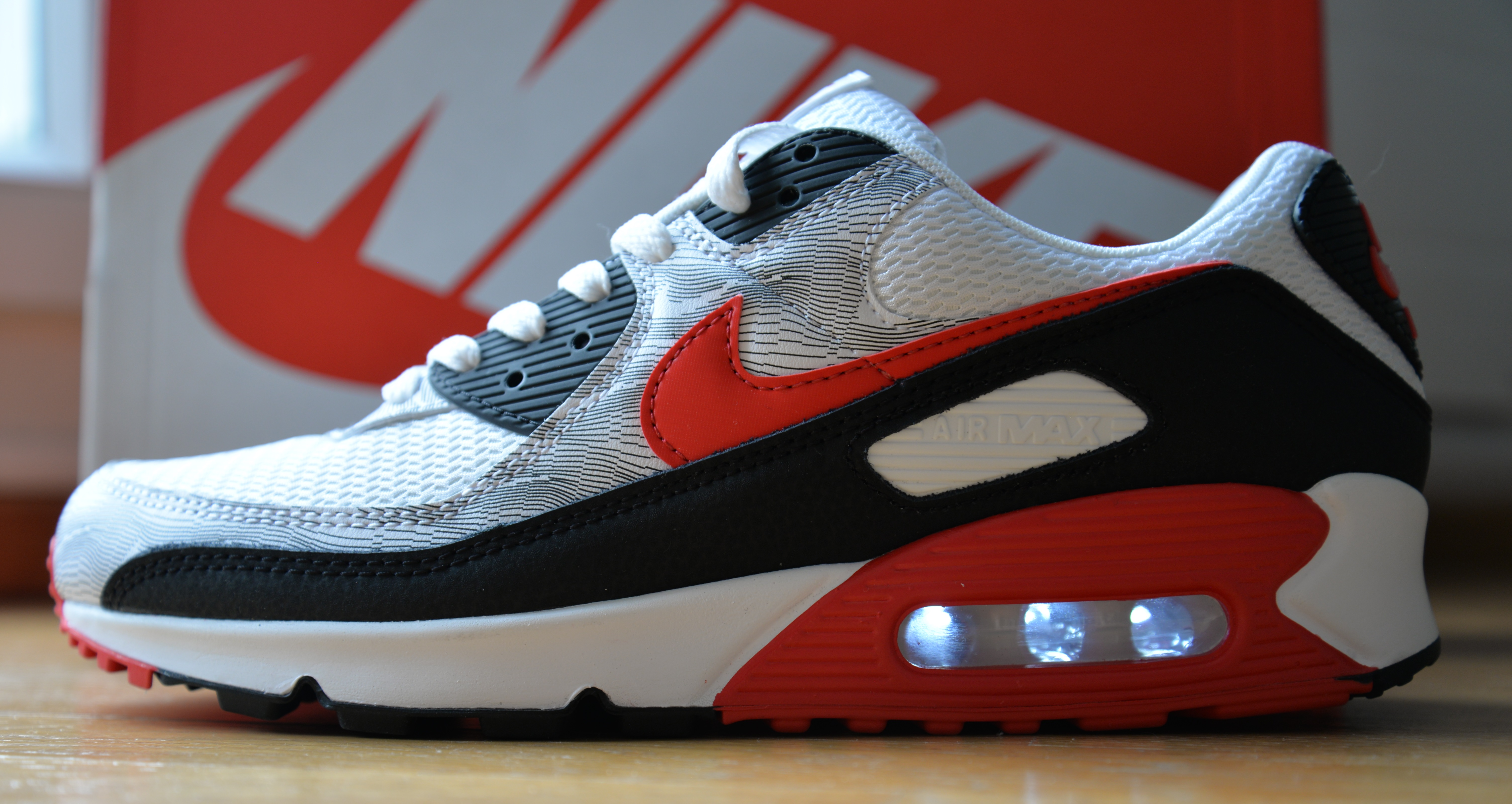
一双使用了Air Max气垫的运动鞋

Air Max气垫由耐克的前NASA工程师Frank Rudy开发，并于1978年在Air Tailwind中首次推出。Air Max科技用充气聚氨酯袋取代了传统的模压EVA鞋底。 然而，人们一致认为，作为运动鞋技术，气垫应该被感觉到而不是被看到，所以Air Max一直采用嵌入运动鞋中底并不外露，直到哈特菲尔德出现，他受蓬皮杜中心的影响而设计了气垫外露。

#### Zoom Air

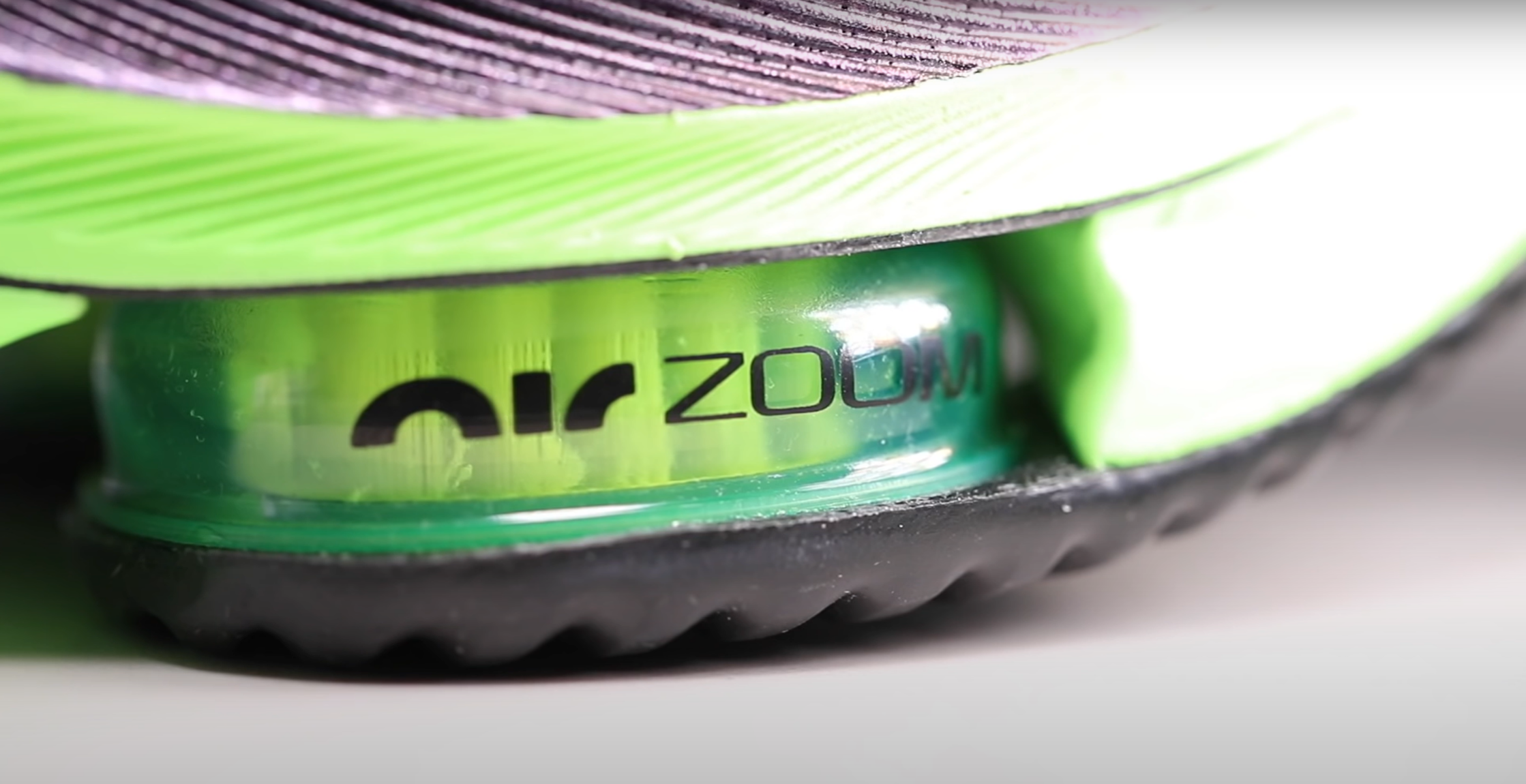
Nike Alphafly Next%中的Zoom Air气垫，可以清晰的看见其中的纤维丝

Zoom Air是一种由耐克公司研发，加入了紧密编织的拉紧的弹性纤维的气囊从而提高缓震以及灵敏回应性的科技。 每当穿着者足部接触地面，这些纤维受到压缩缓和冲击，随后迅速恢复原状，产生瞬间弹离地面的反弹力。

尽管Air Max的缓震性能不错，但Air Max过于笨重，力量更小、追求更快的运动员需要更轻、更灵敏的东西，Zoom Air由此应运而生，Zoom Air最初被叫做Tensile Air，一款配备Tensile Air的篮球运动鞋Air Zoom Flight 95非常受欢迎，杰森·基德和蒂姆·哈达威等球员都曾穿着它。 显然，在鞋名中使用“Zoom”一词很受欢迎，耐克便将气垫的名称从“Tensile”改为“Zoom”并应用于三款产品中：Nike Air Marauder足球鞋，Nike Air Go LWP篮球鞋以及Nike Air Zoom LWP慢跑鞋。

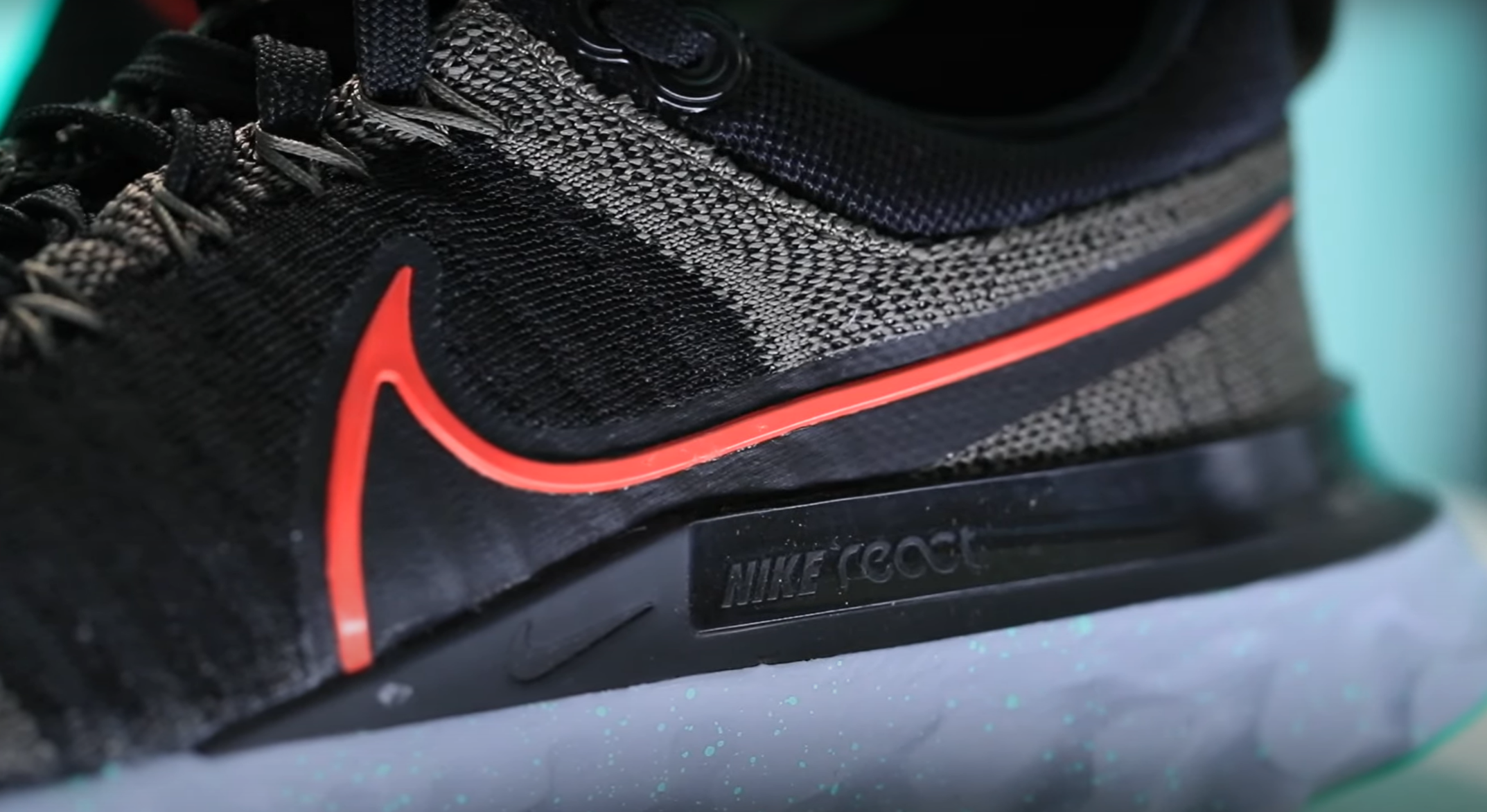
Nike React Infinity Run Flyknit 2，其上的React字样表明了该鞋使用了React泡棉

### 中底填充材料

#### React泡棉
过去传统的泡棉只能提供缓震或能量回馈，只能满足轻盈或是耐久，而为了将这些性能集于一身，耐克将公司里的创新团队，化学家和机械工程师召集起来，来共同测试不同的材料合成，力图寻找一种能够达到最佳的效果的合成方式。 在尝试了超过400次化学材料的组合和加工后，React泡棉终于诞生，React科技于2017年6月首次应用于耐克旗下产品。

#### Lunarlon泡棉
2003年，耐克设计师凯文·霍弗（Kevin Hoffer）和埃里克·阿瓦尔（Eric Avar）决定齐心协力迎接挑战：创造一种缓冲技术，为长跑运动员和篮球运动员提供柔软的缓冲和弹性反应。在过去，长跑运动员特别是马拉松运动员通常整场比赛下来通常有大约40000步，他们需要一双鞋来承受脚落地时的冲击力，并能为他们的每一步提供十足的弹力。与此同时，精英篮球运动员也需要一双鞋来缓冲他们跳跃所带来的高冲击力，并能在球场进行变相时为他们提供迅捷的动力。
“我們知道，如果我們能夠把這兩種性能的精華相融合，那麼我們就可以為運動員們帶來史無前例、獨一無二的輕質並回應的緩震體驗，我們的目標就是啟發人們及開創一個完整的全新系統。”——Kevin Hoffer，
霍弗和阿瓦尔开始寻找一种材料，一种超轻质泡沫，既像枕头般柔软，又有橡胶球般的弹性。他们从宇航员在月球上行走的录像中获得了灵感。宇航员因为失重而进行的柔软和有弹性的运动正是设计师试图为运动员提供的。
两人组建了一支由化学工程师、设计师和技术人员组成的团队来提供帮助。他们意识到他们面临的任务将具有挑战性，需要反复试验，并且他们可能需要在一些意想不到的地方寻找--包括以前排除的材料。
在无数材料失败后，耐克先进材料兴趣小组（Nike Advanced Material Interest Group）在工作室一个衣柜后面，该团队发现了一个太空时代（space-age）的泡沫。从科学角度来看，它是轻质乙烯醋酸乙烯酯（EVA）与丁腈橡胶（NBR）的弹性球状弹簧的融合。
霍弗说“我们知道我们得到了一些特别的东西”这便是泡沫和气垫的完美结合。他们将这种材料称为Lunarlon。

### 大底材料

#### XDR橡胶鞋底
XDR英文全稱为Extra Durable Rubber。该技术常运用于網球鞋，因為網球運動是在戶外舉行，場地是以水泥或是紅泥土製造。網球鞋無論鞋面抑或鞋底都需要耐磨性極高的物料，所以XDR设计之初便是为了应对戶外運動而造成的鞋底磨损。

### 鞋面

#### Flyknit/Flywire
是一种由聚芳酯纤维或尼龙制成的细线，由Nike开发，旨在最大限度地减轻重量和最大限度地提供支撑性能，并用于运动鞋的鞋面技术。

### 其他技术

#### Nike Adapt
Nikw Adapt是一种由Nike公司开发的全自动系带系统，可根据穿着者的脚形实时进行调节鞋带松紧。 此技术首先被运用于2016年款的Nike Mag中。

## 安踏

### 中底填充材料

#### 氮
氮科技于安踏2021年9月27日的“动创未来”主题科技发布会上亮相，使用氮气超临界物理发泡技术所生产的运动鞋中底填充材料，该材料实现能量回归率达86.8%，材料密度仅为0.09g/cm³，耐久性方面提升30%。

## 李宁

### 中底填充材料

#### 䨻
秉持制造出“可比肩世界一流的金字塔尖产品”的理念，李宁计划在专业马拉松产品线上取得专业运动员市场（特别是专业黑人马拉松运动员），然而要得到专业运动员认可的产品，必须完成性能赶超，为实现材质改进和工艺创新，李宁科研团队比对多种材料，不断调适配方，直到2017年末，他们才找到符合要求的新材料：珠粒发泡的PEBAX（一种刚性聚酰胺和柔性聚醚嵌段组成的聚醚酰胺嵌段共聚物）。
PEBAX相比传统EVA、E-TPU材料要轻50%以上，而能量回归率却高达80%，能量损耗减少27%；采用超临界珠粒发泡的工艺后，PEBAX具有更轻的重量、更好的回弹效果、更强的耐久性，即便经过长时间压缩，基本可以不变形，意味着跑马拉松前半程和后半程，穿着的感受一致，不会发生材料衰减而造成多余的能量损耗。
在命名上该科技选用了选用“䨻”这个生僻汉字，寓意雷声大，代表强能量，而且鞋子材料珠粒发泡，由一颗颗粒子组合而成，与“䨻”字由4个“雷”组合异曲同工，尽管很多人不认识，辨识度却足够高。
据说，李宁本人对“䨻”的起名很满意。

### 鞋面

#### 䨻丝

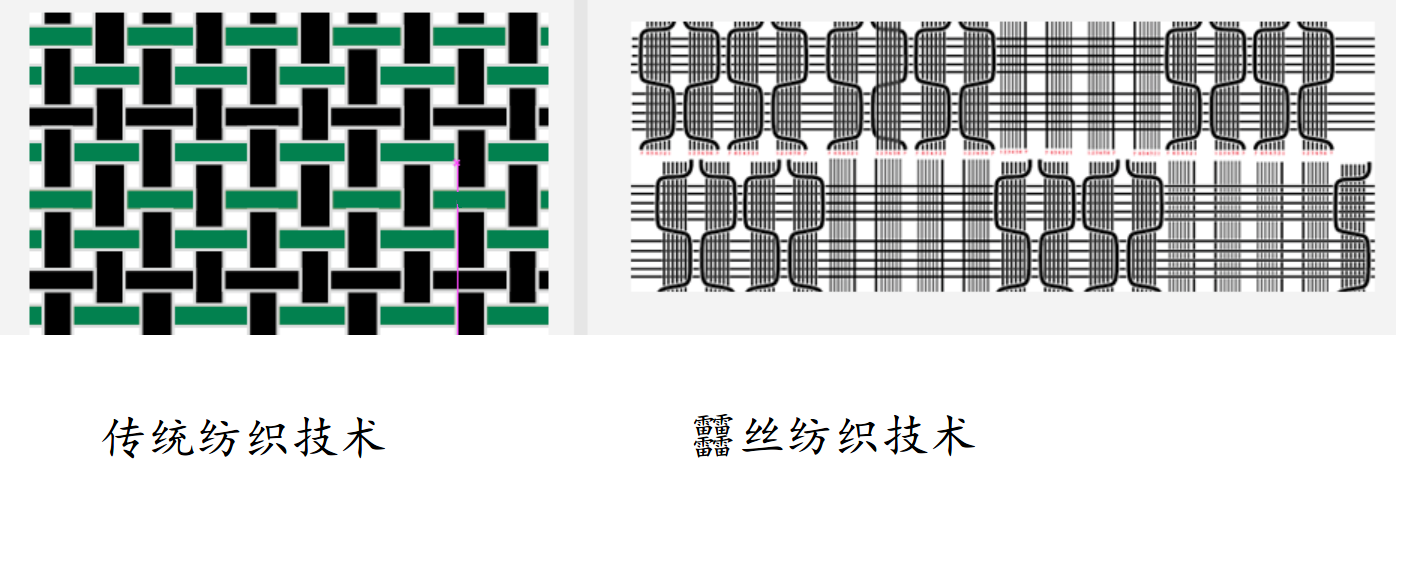
该图展示了䨻丝纺织技术与传统纺织技术的走线差异

䨻丝是由䨻材料通过先进的纺丝技术制备而成的，具备轻质、韧性佳、弹性强和耐久度佳的特性。䨻丝科技通过采用罗织法，即分粗细两种经线，粗经线在需要区域缠住细经线起到固定作用。

## 阿迪达斯

### 中底填充材料

#### Boost

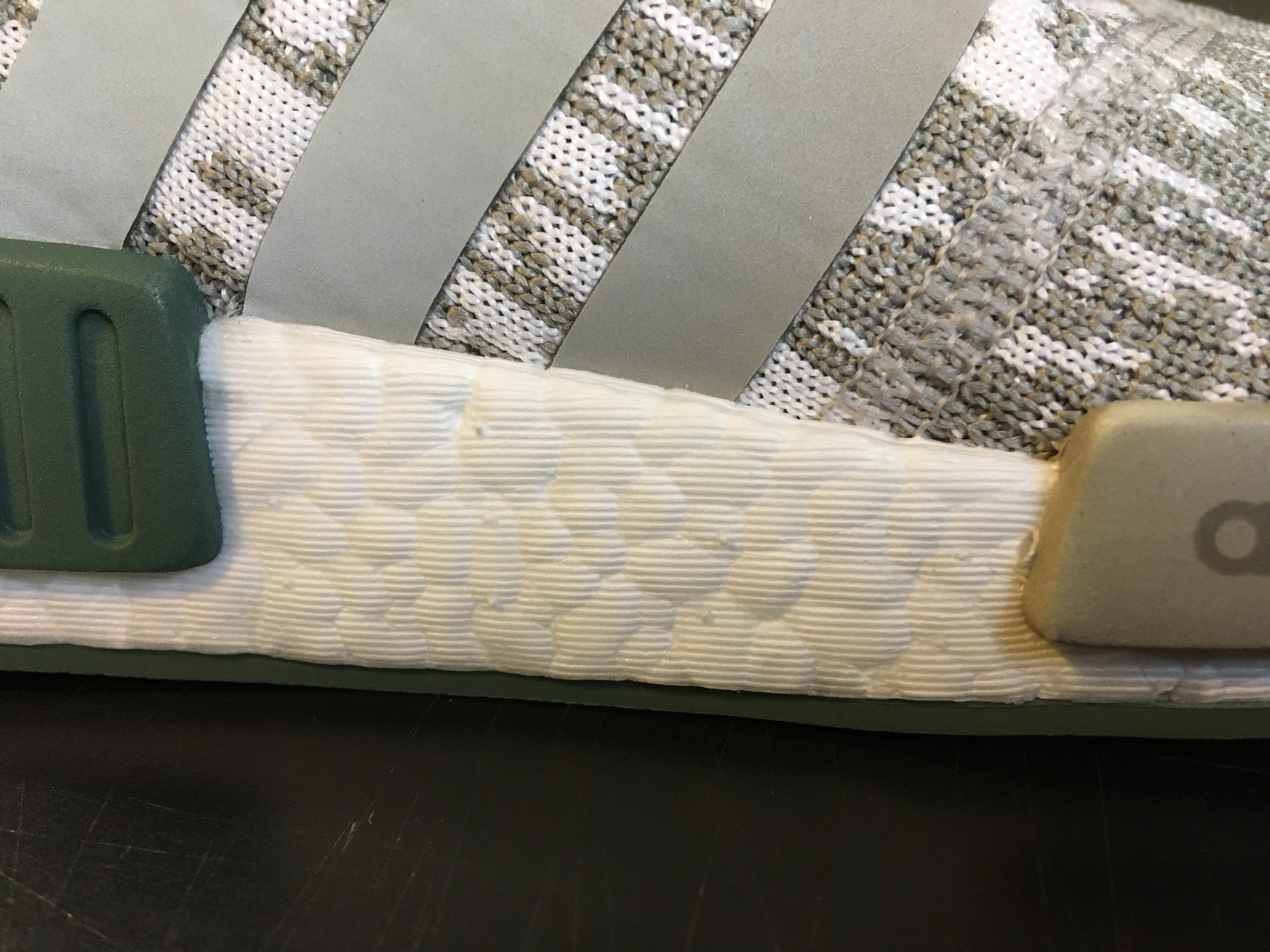
使用了Boost材料的Adidas运动鞋

Booat是一种由阿迪达斯委托德国化学公司巴斯夫开发的材料，它于2007年首次被研制出来，并用来制作演示弹性的网球。
该材料颗粒由专有的热塑性聚氨酯（TPU）组成，形成一个小药丸形状。其弹性特性是通过加工热塑性聚氨酯获得的。

## BOA

### BOA Fit System
BOA Fit System由三部分组成：微调表盘、超强轻质鞋带和低摩擦鞋带导轨。穿着者可以使用该技术快速轻松地穿脱鞋子，且仅用一只手就可以调整鞋带松紧。